# باريزة خياري
باريزة خياري (بالفرنسية: Bariza Khiari)‏ هي سياسية فرنسية وعضوة مجلس الشيوخ الفرنسي تمثّل مدينة باريس. وهي تتبع للحزب الاشتراكي.

## النشأة والمسيرة
ولدت باريزة الخياري في الجزائر في 3 سبتمبر 1946. هاجرت لفرنسا بعد حصولها على البكالوريا في الجزائر. حازت على دبلوم الدراسات العليا المتخصصة في إدارة الشركات وعلى ماجستير في إدارة الأعمال من جامعة باريس 1 - بانتيون سوربون. وخضعت لتكوين مستمر في المدرسة الوطنية للإدارة في فرنسا. وهي ناشطة في المجتمع المدني إذ شاركت في تأسيس نادي القرن 21.

## الجوائز
- وسام الاستحقاق الوطني برتبة فارس (فرنسا)، 2001

## الحياة الشخصية
متزوجة ولديها ثلاثة أطفال.

## وصلات خارجية
- صفحة باريزة خياري في موقع مجلس الشيوخ الفرنسي
- مدونة باريزة الخياري في موقع الحزب الاشتراكي